# Pendule (régulateur d'horlogerie)
Pendule, au féminin, désigne par métonymie une petite horloge
Un pendule est un organe régulateur en horlogerie, c'est-à-dire un élément contrôlant la vitesse d'avancement d'une horloge grâce à sa nature résonnante. Il constitue une approximation pratique du pendule, envisagé comme un modèle physique idéalisé.

## Principe de base et origine

### Invention

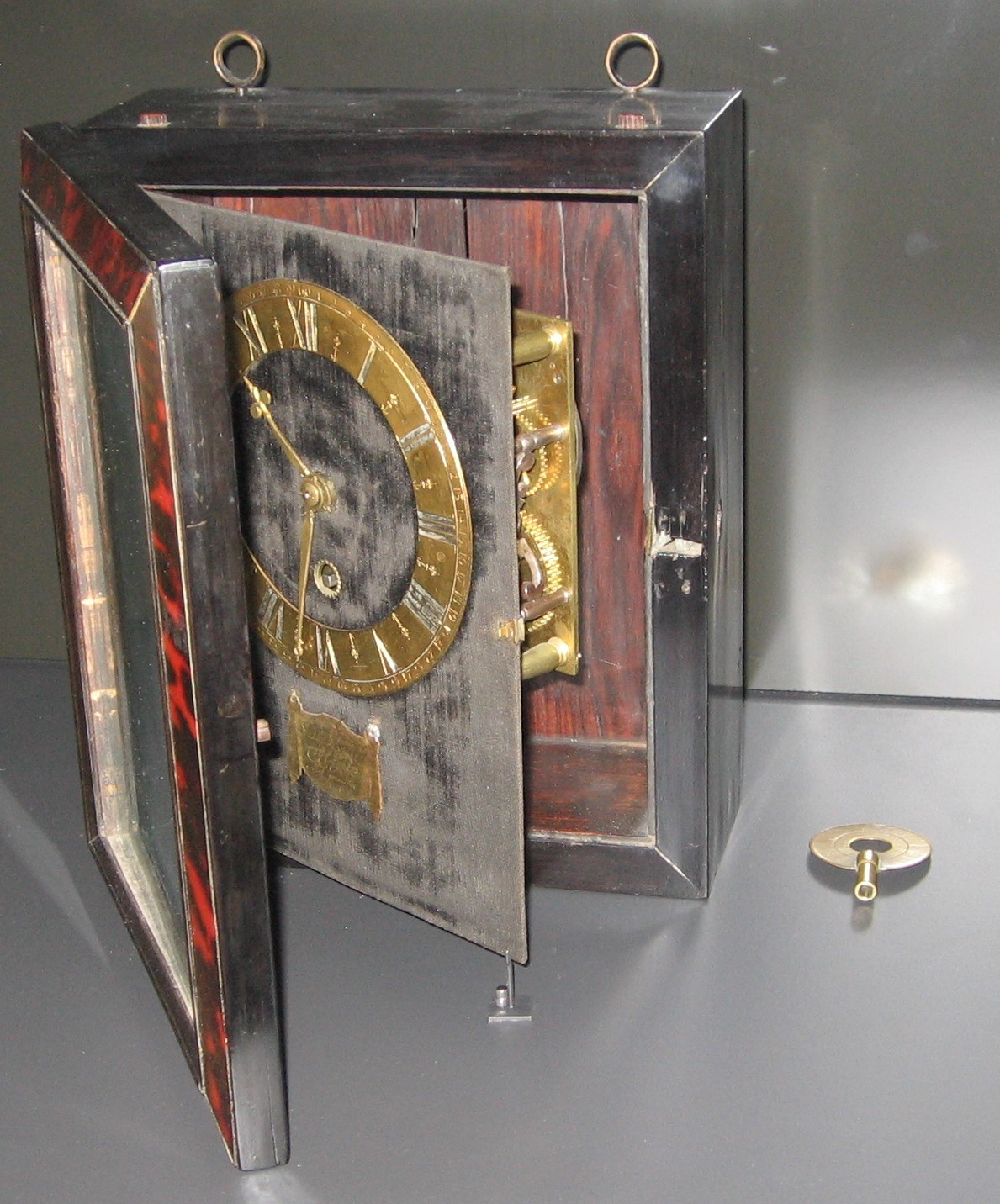
Une horloge réalisée de Salomon Coster.

L'origine du pendule comme régulateur remonte à Galilée : après avoir observé l'isochronisme des oscillations d'une lampe suspendue, Galilée a théorisé le pendule simple en 1583. A la fin de sa vie, il envisage d'utiliser le pendule comme mesure du temps. Pendant les dernières semaines de sa vie, il dicte à son fils Vincenzio Galilei des instructions pour construire une horloge basée sur ce principe, mais on ignore jusqu'où sont allés ces travaux dont les traces sont perdues. La première horloge à pendule attestée est construite, en 1657 (quinze ans après la mort de Galilée), par Salomon Coster et Christian Huygens.

### Mécanisme d'échappement
Le pendule fournit un intervalle de temps de référence : par exemple, avec une longueur très lègerement inférieure à un mètre, il bas la seconde (c'est-à-dire que sa fréquence est de 0,5 Hz, il passe en position neutre une fois par seconde). Il faut « compter » ses battements pour donner l'heure : c'est le rôle de l'échappement.
L'échappement est un mécanisme qui retient l'avance de l'horloge et, à chaque passage au neutre du pendule, il lui permet d'avancer d'un façon précisément quantifiée.
Les toutes premières horloge de Huygens et Coster utilisaient un mécanisme d'échappement adapté de la roue de rencontré des anciennes horloges à foliot.
Ce mécanisme est très vite abandonné au profit de l'échappement à ancre.

### Précision
Les nouvelles horloges à pendule représentent alors un gain de précision spectaculaire comparées aux traditionnelles horloges à Foliot. Les horloges à Foliot dérivaient d'environ une demi-heure par jour. La première horloge crée par Huygens et Coster a une dérive de l'ordre d'une minute par jour, réduite à 10 secondes quelques années plus tard. Avec l'échappement Graham, un demi-siècle après, la précision est de l'ordre d'une seconde par jour.  Les horloges monumentales, comme celles présentes dans les églises et beffrois, sont pour la plupart  transformées, recevant un régulateur à pendule en remplacement de l'ancien foliot, adapté au mécanisme existant.

## Dépendance en température
Un pendule subit une altération de sa fréquence de fonctionnement du fait de la dilatation thermique de son bras. En notant {\displaystyle \alpha } le coefficient de dilatation thermique, {\displaystyle L_{0}} la longueur du bras à une température de référence, on obtient :
{\displaystyle F={\frac {1}{2\pi }}{\sqrt {\frac {L_{0}(1+\alpha \Delta T)}{g}}}}
{\displaystyle F=F_{0}{\sqrt {1+\alpha \Delta T}}\approx F_{0}(1+{\frac {\alpha \Delta T}{2}})}
Ainsi, dans l'exemple d'un bras en acier, avec {\displaystyle \alpha =12\,\mathrm {ppm\cdot K^{-1}} }, chaque kelvin de variation de température modifie la fréquence du pendule de 6 ppm, soit une demi-seconde d'erreur par jour. Plusieurs méthodes ont été utilisées pour réduire cette dépendance à la température.

### Pendule à mercure
Le pendule à mercure a été inventé en 1721 par l'horloger britannique George Graham. Ici, l'extrêmité du pendule contient une réserve de mercure, qui constitue tout ou partie de la masse oscillante. Le mercure occupe partiellement un tube accolé au bras. Le pendule se comporte comme un  thermomètre : lorsque la température augmente, le mercure monte dans le tube, ce qui déplace le centre de gravité de la masse vers la rotule et compense la dilatation du bras.

### Pendules à grille
Une autre solution, inventée en 1726 par un autre horloger britannique, John Harrison, est le pendule à grille. Le bras du pendule est constitué d'une alternance de tubes de deux métaux différents — dans la première version présentée par Harrisson, cinq tubes d'acier et quatre tubes de laiton.
Le schéma ci-dessous expose le principe. Les tubes représentés en bleu sont constitués d'un métal ayant un coefficient de dilatation thermique plus faible que ceux en jaune. Une combilaison classique est l'acier (environ 11 ppm/K) et le laiton (environ 18 ppm/K). L'arrangement des tubes est tel que la dilatation thermique de l'acier tend à allonger le bras du pendule, tandis que celle du laiton tend à le raccourcir. Les longueurs sont déterminées pour que les deux effets, au premier ordre, s'annulent.

### Matériaux à faible dilatation thermique
Construire le bras du pendule dans un matériau présentant un très faible coefficient de dilatation thermique parait être la solution la plus évidente, mais de tels matériaux ne font leur apparition qu'à la fin du XIXe siècle. C'est l'une des premières applications de l'Invar, un alliage de fer et de nickel inventé en 1891 dont le coefficient de dilatation thermique est de seulement 1,2 ppm/K. Le verre de quartz, avec un coefficient de dilatation aussi bas que 0,55 ppm/K, a aussi été utilisé.
|                                       |
| Horloge dotée d'un pendule à mercure. |

|                               |
| Principe du pendule à grille. |

|                   |
| Pendule à grille. |

|                              |
| Pendules en verre de quartz. |

## Sensibilité aux variations de la gravité
La fréquence du mouvement du pendule dépend de {\displaystyle {\sqrt {g}}}, g étant la valeur locale de l'accélération de la gravité. Or celle ci n'est pas constante sur Terre. La variation la plus importante est celle due à la latitude. Cette variation est due à la force centrifuge de la rotation de la terre qui annule une petite fraction de la gravité, et à la forme du géoïde. La formulation de cette dépendance à la latitude {\displaystyle \theta } a été standardisée en 1967 sous la forme :
{\displaystyle g(\theta )=9,78031846\,\mathrm {m\cdot s^{-2}} \times \left(1+0,0053024\,sin^{2}\theta -0,0000058\,sin^{2}(2\theta )\right)}
Ce qui correspond à 9,780 3 m s−2 à l'équateur, 9,832 1 m s−2 à 45° et 9,806 1 m s−2 au pôle de latitude. Cette différence de 0,53 % entre le pôle et l'équateur est tout à fait sensible pour une horloge à pendule : cela se traduit par une différence de marche de 0,26 % (dépendance en racine carrée) soit près de quatre minutes par jour. Cette relation fut, dès le 17e siècle, mise à profit pour réaliser à l'aide d'horloges des mesures de gravimétrie.

## Effet de l'air

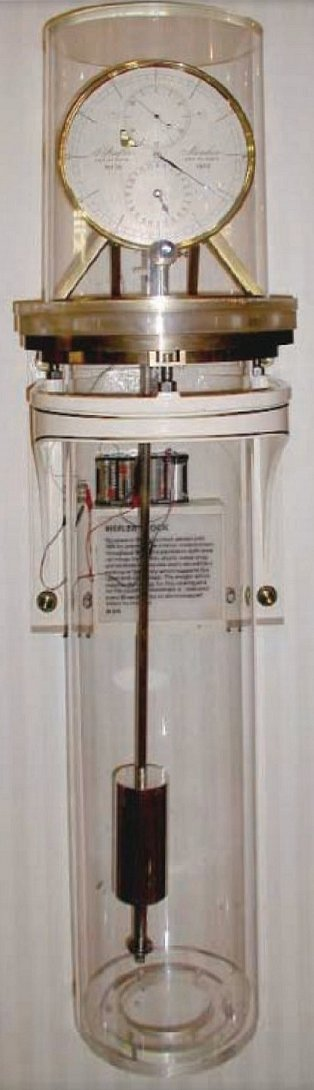
Horloge Riefler à balancier sous vide

L'air qui environne le pendule influe sa course, par deux phénomènes bien distincts.

### Poussée d'Archimède
D'une part, la poussée d'Archimède exercée par l'air environnant réduit la valeur apparente du poids du balancier, en s'opposant à la gravité, mais elle n'influe pas son inertie. Cela réduit donc son accélération. En notant {\displaystyle T_{0}} la période d'un pendule dans le vide, l'effet de la poussée d'archimède l'accroit à : 
{\displaystyle T=T_{0}\times (1+{\frac {\rho _{\text{air}}}{2\rho _{\text{bal}}}})}.
Cet effet se réduit lorsque {\displaystyle {\frac {\rho _{\text{air}}}{2\rho _{\text{bal}}}}} (rapport entre la masse volumique de l'air et celle du balancier) est faible, donc en utilisant un matériau dense pour le balancier.
Le deuxième effet est la traînée aérodynamique.